# Jiří VI.
Jiří VI. (anglicky George VI, celým jménem Albert Frederick Arthur George z dynastie Windsor; 14. prosince 1895 – 6. února 1952) byl král Spojeného království a britských dominií od 11. prosince 1936 až do své smrti. Byl posledním císařem Indie (do roku 1947) a posledním králem Irska (do roku 1949) a první hlavou Commonwealthu.
Jako druhý syn panovníka Jiřího V. nebyl připravován na převzetí královských povinností a v mládí žil ve stínu svého staršího bratra Eduarda. V průběhu první světové války sloužil u královského námořnictva. Roku 1923 se oženil s Lady Elizabeth Bowes-Lyon, se kterou měl dvě dcery, Elizabeth (budoucí královnu) a Margaret.
Eduard, starší bratr Jiřího, nastoupil po smrti svého otce roku 1936 na britský trůn, v průběhu téhož roku projevil svůj zájem oženit se s již dvakrát rozvedenou Američankou Wallis Simpsonovou. Z politických a církevních důvodů mu bylo britským premiérem Stanleyem Baldwinem sděleno, že se nemůže se Simpsonovou oženit a přitom zůstat britským králem. Aby se mohl se Simpsonovou oženit, Eduard abdikoval. Jiří se pak stal jeho nástupcem jako třetí panovník z windsorské dynastie.
V průběhu jednoho dne po jeho nástupu přijal irský parlament zákon, kterým zrušil moc monarchie v Irsku; král zůstal pouze nominální hlavou irského státu. Tři roky po nástupu vstoupila království, jejichž byl panovníkem, s výjimkou Irska, do válečného stavu s nacistickým Německem. V následujících dvou letech byla zahájena válka i s Itálií a Japonskem. I když Británie a její spojenci dosáhli v druhé světové válce vítězství, hlavními světovými mocnostmi se staly Spojené státy americké a Sovětský svaz a význam Britského impéria poklesl. Vyhlášení nezávislosti Indie a Pákistánu roku 1947 a vznik Irské republiky v roce 1949 zahájil rozpad impéria a jeho transformaci do Commonwealthu.

## Mládí
Narodil se 14. prosince 1895 na zámečku York Cottage v královské rezidenci Sandringham v Norfolku, jako druhý syn Jiřího, (tehdy) vévody z Yorku (později krále Jiřího V.), a jeho manželky Marie z Tecku. Jeho datum narození se shodovalo s výročím úmrtí jeho pradědečka a manžela královny Viktorie, prince Alberta. Na jeho počest dostal jméno Albert (byl pokřtěn jako Albert Frederik Artur Jiří). „Bertie“, jak byl oslovován, byl v době svého narození čtvrtý v pořadí nástupnictví na britský trůn.
Byl často nemocen a popisován jako „lekavý a náchylný k pláči“. Jeho rodiče se nevěnovali, podobně jako tomu bylo v jiných šlechtických rodinách, každodenní výchově svých dětí. Byl nucen psát pravou rukou, ačkoli byl levák, a jako pravděpodobný důsledek tohoto traumatu se u něj objevilo koktání, se kterým se potýkal až do dospělosti.

## Vojenská kariéra
Od roku 1909 Albert navštěvoval královskou námořnickou školu v Osborne jako kadet. Roku 1911 pokračoval ve studiu na škole královského námořnictva v Dartmouthu. Když Eduard VII. roku 1910 zemřel, nastoupil na britský trůn jeho syn, Albertův otec Jiří.
Albert nastoupil 15. prosince 1913 do služby jako lodní kadet a o rok později se zapojil do bojů první světové války. Na lodi HMS Collingwood se účastnil námořní bitvy u Jutska proti německému námořnictvu. Do dalších akcí se z důvodu zdravotních potíží nezapojil. V únoru 1918 byl jmenován důstojníkem u výcvikové jednotky královského námořního letectva. Po vytvoření královského letectva byl přeložen k jeho jednotkám.
V říjnu 1919 začal na Trinity College v Cambridge studovat dějiny, ekonomiku a občanskou nauku. 3. června 1920 mu byl oficiálně udělen titul vévody z Yorku, tradičně náležící druhorozenému synovi britského krále. Poté začal plnit povinnosti člena královské rodiny, zastupoval svého otce a podnikal cesty po dolech a továrnách.

## Manželství

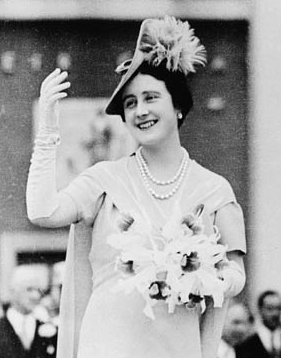
manželka Jiřího VI., Alžběta Bowes-Lyonová

Roku 1920 se Jiří setkal s Alžbětou Bowes-Lyonovou a zamiloval se do ní. I když byla potomkem skotského krále Roberta I. a Jindřicha VII., z hlediska britského práva nepocházela z panovnického rodu. Jiřího žádost o ruku dvakrát odmítla a ke sňatku svolila až po dvou letech.
Jejich svatba se konala 26. dubna 1923 ve Westminsterském opatství. Sňatek se ženou, která pocházela jen z nižší šlechty, byl veřejností chápán jako gesto modernizace královské rodiny. Z manželství se narodily dvě dcery:
- Alžběta, (21. dubna 1926 – 8. září 2022), která pak nastoupila po svém otci na britský trůn jako královna Alžběta II., provdána, 4 děti
- Margaret (21. srpna 1930 – 9. února 2002), provdána, 2 děti

Jeho rodina vedla klidný a neokázalý život v domě na Piccadilly. Jednou z výjimek byl roku 1931 návrh kanadského premiéra Bennetta jmenovat jej generálním guvernérem Kanady. To bylo po konzultaci s vládou odmítnuto.
Alžběta pomohla svému manželovi překonat strach z veřejných vystoupení (způsobený koktáním). Zprostředkovala mu setkání s Lionelem Loguem, expertem na jazykový projev, který s ním prováděl dechová cvičení. Výsledkem bylo úspěšné Jiřího vystoupení na zahájení jednání australského parlamentu, které mu dodalo sebevědomí, a poté byl již schopen absolvovat veřejné projevy jen s malými obavami.

## Vláda
Jeho otec, král Jiří V., zemřel 20. ledna 1936 a králem se stal Albertův starší bratr Eduard VIII. Dne 11. prosince téhož roku však abdikoval, aby se mohl oženit se svou milenkou, již dvakrát rozvedenou Američankou Wallis Simpsonovou, která byla pro roli královny z hlediska britských zákonů i veřejného mínění nepřijatelná. Tak se stal králem Albert, ačkoli se na tuto úlohu necítil připraven a zdráhal se ji přijmout.

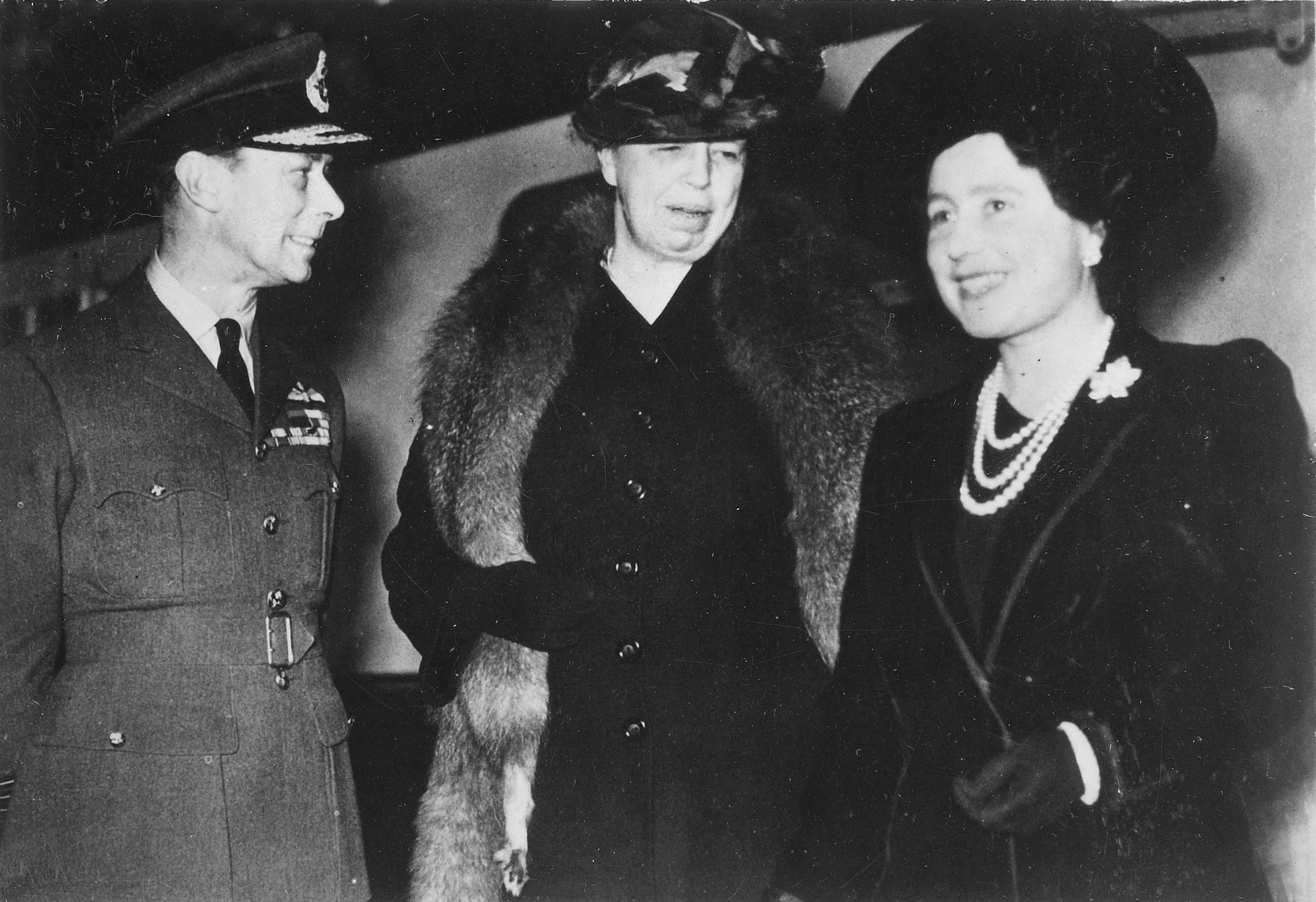
Jiří, Eleanor Rooseveltová a Jiřího manželka Alžběta

Albert si zvolil panovnické jméno Jiří VI., aby tak vyjádřil kontinuitu s vládou svého otce a posílil důvěru v monarchii. Jeho prvním počinem v novém královském postavení bylo udělení titulu vévoda z Windsoru bratru Eduardovi, který svou abdikací ztratil právo nosit královský titul. Právo užívat tento titul bylo uděleno pouze Eduardovi a netýkalo se jeho manželky ani případných potomků. Jiří také musel od Eduarda odkoupit Balmoralský hrad a Sandringham House, protože šlo o jeho soukromý majetek.
Jeho korunovace se konala 12. května 1937, v den, na který byla plánována korunovace Eduardova. V rozporu s tradicí se korunovačního obřadu účastnila i jeho matka Marie, aby mu tak vyjádřila podporu.
Král byl ústavně zavázán podporovat premiéra Nevilla Chamberlaina v jeho snaze o appeasement s Adolfem Hitlerem. Když král se svou ženou vítali Chamberlaina po jeho návratu po podpisu Mnichovské dohody, pozvali ho, aby se s nimi ukázal na balkónu Buckinghamského paláce. Veřejné vystoupení krále a politika bylo do té doby nevídané – prostor na balkónu byl vyhrazen jen členům královské rodiny.
Roku 1939 podnikl královský pár cestu do Kanady s krátkou zastávkou ve Spojených státech. Z Ottawy byli doprovázeni kanadským premiérem, nikoli britskými ministry, což znamenalo, že jak v Kanadě, tak i ve Spojených státech vystupovali jako král a královna Kanady. Kanadský předseda vlády King tím chtěl reálně demonstrovat principy definované v Westminsterském statutu, který určoval samosprávu britských dominií a přiznával každému dominiu vlastního panovníka (formálně).
Záměrem cesty do Spojených států amerických bylo prolomení izolacionismu americké veřejnosti s ohledem na hrozbu války v Evropě. I když cílem cesty bylo získání politické podpory Velké Británie v případné válce, byli král s manželkou vřele vítání i kanadskou a americkou veřejností. Navštívili i Světovou výstavu v New Yorku a strávili nějaký čas s prezidentem Rooseveltem v Bílém domě i v jeho soukromé rezidenci.
Po vypuknutí války roku 1939 se Jiří VI. i jeho rodina rozhodli zůstat v Londýně místo plánovaného odletu do Kanady. Král i jeho manželka oficiálně zůstávali v Buckinghamském paláci, i když z bezpečnostních důvodů odjížděli na noc na Windsorský hrad. Jiří i s manželkou jen těsně unikli smrti, když dvě německé letecké pumy vybuchly na dvoře Buckinghamského paláce. V průběhu války král i královna poskytovali obyvatelstvu morální podporu při návštěvách vybombardovaných míst a muničních továren. Podobně jako ostatní obyvatelé podléhala i královská rodina přídělovému systému. Toto solidární a odvážné chování jim vysloužilo velkou oblibu u obyvatelstva a ještě posílilo jeho loajalitu ke koruně.
Při oslavách vítězného konce války podobně jako u Chamberlaina král a královna pozvali na vystoupení na balkónu Buckinghamského paláce premiéra Winstona Churchilla.

## Commonwealth

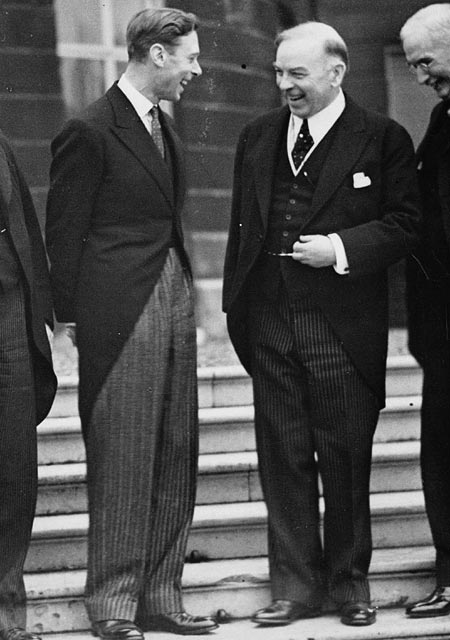
Král Jiří a kanadský premiér William Lyon Mackenzie King

Období vlády Jiřího VI. bylo vedle druhé světové války poznamenáno zahájením rozpadu Britského impéria. Ten byl předznamenán již za vlády jeho otce Balfourovou deklarací a konferencí konanou roku 1926, kdy začal vznikat Commonwealth, a dominiím bylo přiznáno právo vývoje v samostatné státy, které bylo formalizováno Westminsterským statutem roku 1931.
Britský mandát z pověření Společnosti národů v Iráku skončil roku 1932 a země získala nezávislost bez členství v Commonwealthu. Tento proces pokračoval i po druhé světové válce. Transjordánsko se stalo nezávislým roku 1946, Barma v lednu 1948 a Palestina (i když rozdělena mezi Izrael a arabské státy) v květnu téhož roku, a všechny tři státy vystoupily z Commonwealthu. Irsko opustilo Commonwealth následující rok, poté co byla vyhlášena v jižní části ostrova republika. Indie byla rozdělena na dvě nezávislá dominia – Indii a Pákistán. Jiří se zřekl titulu indického císaře a stal se králem Indie a králem Pákistánu. Roku 1950 mu byl přiznán titul hlavy Commonwealthu.

## Pozdní období
Jeho zdraví bylo poznamenáno napětím způsobeným válkou a zhoršené jeho kouřením, které vyvolalo rakovinu plic a arteriosklerózu. Dědička trůnu, princezna Alžběta, se postupně s jeho zhoršujícím zdravotním stavem ujímala větší části královských povinností. V září 1951 podstoupil Jiří operaci, při které mu byla odstraněna levá polovina plic.
Posledního lednového dne roku 1952 byl, přes varování lékařů, vyprovodit svou dceru na cestu do Austrálie a Keni. O týden později, 6. února 1952, zemřel ve spánku na infarkt. Bylo mu pouhých 56 let – dožil se nejnižšího věku ze všech britských hannoverských nebo windsorských králů. Byl pohřben v kapli svatého Jiří na hradě Windsoru. Jeho manželka ho přežila o 50 let.

## Zajímavost
Po své matce i otci byl prapravnukem krále Jiřího III.

## Odrazy vpopulární kultuře
V roce 2010 byl do kin uveden britsko-australsko-americký film Králova řeč, který pojednává o léčení Jiřího koktavosti a přátelství s jeho logopedem. Hlavní roli krále Jiřího VI. v tomto snímku ztvárnil britský herec Colin Firth, který byl za tuto roli obdržel cenu BAFTA, Zlatý glóbus i Oscara. Do role Lionela Logua byl obsazen herec Geoffrey Rush, který byl za tuto roli také nominován na Oscara. Role manželky krále Jiřího VI. Elizabeth Bowes-Lyonové se ujala rovněž nominovaná Helena Bonham Carterová.

## Vývod z předků
|          |                                 |  |                      |                                                               |  |  |  |  |  |  |  | Arnošt I. Sasko-Kobursko-Gothajský |
|          |                                 |  |                      |                                                               |  |  |  |  |  |  |  |                                    |
|          | Albert Sasko-Kobursko-Gothajský |  |                      |                                                               |  |  |  |  |  |  |  |                                    |
|          |                                 |  |                      |                                                               |  |  |  |  |  |  |  |                                    |
|          |                                 |  |                      | Luisa Sasko-Gothajsko-Altenburská                             |  |  |  |  |  |  |  |                                    |
|          |                                 |  |                      |                                                               |  |  |  |  |  |  |  |                                    |
|          | Eduard VII.                     |  |                      |                                                               |  |  |  |  |  |  |  |                                    |
|          |                                 |  |                      |                                                               |  |  |  |  |  |  |  |                                    |
|          |                                 |  |                      | Eduard August Hannoverský                                     |  |  |  |  |  |  |  |                                    |
|          |                                 |  |                      |                                                               |  |  |  |  |  |  |  |                                    |
|          | královna Viktorie               |  |                      |                                                               |  |  |  |  |  |  |  |                                    |
|          |                                 |  |                      |                                                               |  |  |  |  |  |  |  |                                    |
|          |                                 |  |                      | Viktorie Sasko-Kobursko-Saalfeldská                           |  |  |  |  |  |  |  |                                    |
|          |                                 |  |                      |                                                               |  |  |  |  |  |  |  |                                    |
|          | Jiří V.                         |  |                      |                                                               |  |  |  |  |  |  |  |                                    |
|          |                                 |  |                      |                                                               |  |  |  |  |  |  |  |                                    |
|          |                                 |  |                      | Fridrich Vilém Šlesvicko-Holštýnsko-Sonderbursko-Glücksburský |  |  |  |  |  |  |  |                                    |
|          |                                 |  |                      |                                                               |  |  |  |  |  |  |  |                                    |
|          | Kristián IX.                    |  |                      |                                                               |  |  |  |  |  |  |  |                                    |
|          |                                 |  |                      |                                                               |  |  |  |  |  |  |  |                                    |
|          |                                 |  |                      | Luisa Karolina Hesensko-Kasselská                             |  |  |  |  |  |  |  |                                    |
|          |                                 |  |                      |                                                               |  |  |  |  |  |  |  |                                    |
|          | Alexandra Dánská                |  |                      |                                                               |  |  |  |  |  |  |  |                                    |
|          |                                 |  |                      |                                                               |  |  |  |  |  |  |  |                                    |
|          |                                 |  |                      | Vilém Hesensko-Kasselský                                      |  |  |  |  |  |  |  |                                    |
|          |                                 |  |                      |                                                               |  |  |  |  |  |  |  |                                    |
|          | Luisa Hesensko-Kasselská        |  |                      |                                                               |  |  |  |  |  |  |  |                                    |
|          |                                 |  |                      |                                                               |  |  |  |  |  |  |  |                                    |
|          |                                 |  |                      | Luisa Šarlota Dánská                                          |  |  |  |  |  |  |  |                                    |
|          |                                 |  |                      |                                                               |  |  |  |  |  |  |  |                                    |
| Jiří VI. |                                 |  |                      |                                                               |  |  |  |  |  |  |  |                                    |
|          |                                 |  |                      |                                                               |  |  |  |  |  |  |  |                                    |
|          |                                 |  | Ludvík Württemberský |                                                               |  |  |  |  |  |  |  |                                    |
|          |                                 |  |                      |                                                               |  |  |  |  |  |  |  |                                    |
|          | Alexandr Württemberský          |  |                      |                                                               |  |  |  |  |  |  |  |                                    |
|          |                                 |  |                      |                                                               |  |  |  |  |  |  |  |                                    |
|          |                                 |  |                      | Henrietta Nasavsko-Weilburská                                 |  |  |  |  |  |  |  |                                    |
|          |                                 |  |                      |                                                               |  |  |  |  |  |  |  |                                    |
|          | František z Tecku               |  |                      |                                                               |  |  |  |  |  |  |  |                                    |
|          |                                 |  |                      |                                                               |  |  |  |  |  |  |  |                                    |
|          |                                 |  |                      | László Rhédy de Kis-Rhéde                                     |  |  |  |  |  |  |  |                                    |
|          |                                 |  |                      |                                                               |  |  |  |  |  |  |  |                                    |
|          | Claudine Rhédey von Kis-Rhéde   |  |                      |                                                               |  |  |  |  |  |  |  |                                    |
|          |                                 |  |                      |                                                               |  |  |  |  |  |  |  |                                    |
|          |                                 |  |                      | Ágnes Inczédy de Nagy-Várad                                   |  |  |  |  |  |  |  |                                    |
|          |                                 |  |                      |                                                               |  |  |  |  |  |  |  |                                    |
|          | Marie z Tecku                   |  |                      |                                                               |  |  |  |  |  |  |  |                                    |
|          |                                 |  |                      |                                                               |  |  |  |  |  |  |  |                                    |
|          |                                 |  |                      | Jiří III.                                                     |  |  |  |  |  |  |  |                                    |
|          |                                 |  |                      |                                                               |  |  |  |  |  |  |  |                                    |
|          | Adolf z Cambridge               |  |                      |                                                               |  |  |  |  |  |  |  |                                    |
|          |                                 |  |                      |                                                               |  |  |  |  |  |  |  |                                    |
|          |                                 |  |                      | Šarlota Meklenbursko-Střelická                                |  |  |  |  |  |  |  |                                    |
|          |                                 |  |                      |                                                               |  |  |  |  |  |  |  |                                    |
|          | Marie Adelaida z Cambridge      |  |                      |                                                               |  |  |  |  |  |  |  |                                    |
|          |                                 |  |                      |                                                               |  |  |  |  |  |  |  |                                    |
|          |                                 |  |                      | Fridrich Hesensko-Kasselský                                   |  |  |  |  |  |  |  |                                    |
|          |                                 |  |                      |                                                               |  |  |  |  |  |  |  |                                    |
|          | Augusta Hesensko-Kaselská       |  |                      |                                                               |  |  |  |  |  |  |  |                                    |
|          |                                 |  |                      |                                                               |  |  |  |  |  |  |  |                                    |
|          |                                 |  |                      | Karolina Nasavsko-Usingenská                                  |  |  |  |  |  |  |  |                                    |
|          |                                 |  |                      |                                                               |  |  |  |  |  |  |  |                                    |